# لندسبرید
لندسبرید (به آلمانی: Landsberied) یک شهر در آلمان است که در بایرن واقع شده‌است.

## خصوصیات
لندسبرید ۱۰٫۵۴ کیلومترمربع مساحت دارد ۵۵۵ متر بالاتر از سطح دریا واقع شده‌است.